# Цкань
Цкань — река в Знаменском и Болховском районах Орловской области. Исток реки находится в национальном парке Орловское Полесье, в 3,5 км на север от деревни Сенки, течёт на юго-восток, впадает в 62 км по левому берегу реки Нугрь, у северной окраины села Большая Чернь, на отметке высоты 162 м. Длина реки составляет 25 км, площадь водосборного бассейна — 95,3 км².

## Данные водного реестра
По данным государственного водного реестра России относится к Окскому бассейновому округу, водохозяйственный участок реки — Ока от города Орёл до города Белёв, речной подбассейн реки — бассейны притоков Оки до впадения Мокши. Речной бассейн реки — Ока.
Код объекта в государственном водном реестре — 09010100212110000018629.